# The Girl Bandit's Hoodoo
The Girl Bandit's Hoodoo è un cortometraggio muto del 1912 prodotto dalla Kalem e diretto da Pat Hartigan. Gli interpreti sono Ruth Roland, Edward Coxen e Marin Sais.

## Produzione
Il film fu prodotto dalla Kalem Company.

## Distribuzione
Distribuito dalla General Film Company, il film - un cortometraggio di una bobina - uscì nelle sale cinematografiche USA il 1º luglio 1912.